# Alicia Kinoshita
Yurie Alicia Kinoshita –en japonés, 木下 ユリエ・アリーシア, Kinoshita Yurie Alicia– (Copenhague, Dinamarca, 4 de febrero de 1967) es una deportista japonesa que compitió en vela en la clase 470.
Participó en tres Juegos Olímpicos de Verano, obteniendo una medalla de plata en Atlanta 1996, en la clase 470 (junto con Yumiko Shige), el quinto lugar en Barcelona 1992 y el octavo en Sídney 2000. Ganó dos medallas en el Campeonato Mundial de 470, plata en 1992 y bronce en 1995.

## Palmarés internacional
| \| Juegos Olímpicos \| Juegos Olímpicos \| Juegos Olímpicos \| Juegos Olímpicos \| \| Año \| Lugar \| Medalla \| Clase \| \| ------------------ \| ------------------------ \| ----------------- \| ---------------- \| \| 1996 \| Atlanta (Estados Unidos) \| Medalla de plata \| 470 \| \| Campeonato Mundial \| \| \| \| \| Año \| Lugar \| Medalla \| Clase \| \| 1992 \| Rota (España) \| Medalla de plata \| 470 \| \| 1995 \| Toronto (Canadá) \| Medalla de bronce \| 470 \| |                          |                   |       |
| Juegos Olímpicos |                          |                   |       |
| Año | Lugar                    | Medalla           | Clase |
| 1996 | Atlanta (Estados Unidos) | Medalla de plata  | 470   |
| Campeonato Mundial |                          |                   |       |
| Año | Lugar                    | Medalla           | Clase |
| 1992 | Rota (España)            | Medalla de plata  | 470   |
| 1995 | Toronto (Canadá)         | Medalla de bronce | 470   |